# Dirk van Boetzelaer
Baron Dirk Coenraad Carel van Boetzelaer (Dordrecht, 23 mei 1901 - Naarden, 3 oktober 1981), meestal vermeld als D. C. C. van Boetzelaer, lid van de adellijke Nederlandse familie Van Boetzelaer, was een Nederlands militair in oorlogstijd.

## Levensloop
Van Boetzelaer volgde de Technische Hogeschool in Delft en behaalde zijn kandidaatsexamen voor werktuigbouwkundig ingenieur in juli 1925 en in februari 1926 slaagde hij als werktuigkundig ingenieur. Hij wordt ook soms vermeld als waterbouwkundig ingenieur.
Hij werd in november 1926 benoemd bij het Technisch Bureau Inspex. Daarna werd hij directeur bij Philips. Hij werd later benoemd tot consul der Nederlanden in Kopenhagen. Hij vestigde zich in Velp en trouwde met barones Gijsberthe Guillelmine Cramer (1909 - Laren, 2009).
Hij voegde zich in de Tweede Wereldoorlog bij het '330 Civil Affairs Department' in het bevrijde België (september 1944), waar hij deelnam aan de voorbereidingen voor de geallieerde operaties in Nederland. Hij begeleidde de Poolse divisie in zijn acties bij Breda en werd benoemd tot militair commissaris van Breda en omgeving, waarbij hij sterk zijn gezag liet gelden, ook op de gemeentebesturen.
Zijn werk in de vroege dagen van de bevrijding van de provincie Noord-Brabant werd geroemd door de Engelse legerleiding en bij koninklijk besluit van 28 november 1945 werd hij benoemd tot honorary officer of the Most Excellent Order of the British Empire (OBE).
In mei 1945 werd hij, met de rang van luitenant-kolonel, aangesteld als militair commandant van de provincie Utrecht. Zijn taak bestond er in om zo spoedig mogelijk de burgerlijke bestuursorganen normaal in te schakelen en haar de taak van het bestuur over de steden en dorpen van Utrecht weer over te dragen. Hij droeg verder de verantwoordelijkheid over de handhaving en het herstel van de in- en uitwendige veiligheid van de staat aldaar en was bevoegd daartoe de benodigde maatregelen en verordeningen uit te vaardigen.
In 1950 bracht Van Boetzelaer een bezoek aan Nederlands-Indië, van waar hij met de Oranjes in oktober 1950 naar Nederland terugkeerde. Hij vestigde zich later in Naarden, waar hij in 1981 overleed.